# (2467) Kollontai
(2467) Kollontai (1966 PJ) – planetoida z pasa głównego asteroid okrążająca Słońce w ciągu 3,3 lat w średniej odległości 2,21 au. Odkryta 14 sierpnia 1966 roku.